# SG Turm Kiel
Die Schachgemeinschaft Turm Kiel (kurz: SG Turm Kiel) war ein Schachverein, dessen erste Mannschaft in der deutschen Schachbundesliga antrat.

## Geschichte
Der Verein wurde 1910 von Arbeitern im Süden von Kiel gegründet. 1933 wurde die Schachgemeinschaft von den Nationalsozialisten verboten. 1951 fand die Wiedergründung des Vereins als Schachverein Kiel–Ost von 1910 statt, 1953 schloss man sich mit dem Verein Kiel-Süd zum Schachverein Kiel Süd–Ost von 1910 zusammen. Auf Grund zahlreicher Aktivisten der DKP, die damals dem Verein angehörten, spalteten sich einige Spieler von dem Verein und damit von der politischen Ausrichtung des Klubs ab und gründeten die SG Turm Kiel. In der Saison 2017/2018 schloss der Verein die Saison in der 2. Schachbundesliga Nord als Meister ab und stieg somit in die oberste deutsche Spielklasse auf. Im September 2020 beschlossen die Mitgliederversammlungen des SG Turm Kiel und des SK Doppelbauer Kiel den Zusammenschluss beider Vereine zum SK Doppelbauer Kiel von 1910 e. V.

## Kader
Der Kader der ersten Mannschaft im allgemeinen Spielbetrieb der Schachgemeinschaft Turm Kiel (2018/19):
- GM Iván Salgado López (Elo: 2624)
- GM Marcin Dziuba (Elo: 2574)
- GM Igor Khenkin (Elo: 2546)
- GM Allan Stig Rasmussen (Elo: 2543)
- GM Jakob Vang Glud (Elo: 2549)
- GM Artur Jakubiec (Elo: 2508)
- GM Jonny Hector (Elo: 2495)
- GM Zbigniew Pakleza (Elo: 2508)
- GM Jacek Stopa (Elo: 2431)
- GM Carsten Høi (Elo: 2380)
- IM Thorbjørn Bromann (Elo: 2396)
- FM Filip Boe Olsen (Elo: 2335)
- IM Klaus Berg (Elo: 2300)
- WGM Marta Michna (Elo: 2327)
- FM Mads Boe (Elo: 2310)
- FM Ralph Junge (Elo: 2270)[5]